# Badminton bei den Militärweltspielen 2019
Badmintonwettbewerbe standen bei den Militärweltspielen 2019 in Wuhan erstmals im Veranstaltungsplan. Es wurden vom 21. bis zum 26. Oktober 2019 Sieger und Platzierte in fünf Einzelwettbewerben und dem Herrenteam ermittelt. 

## Sieger und Platzierte
| Disziplin    | Gold                                                                                                  | Silber | Bronze |
| ------------ | --- | --- | --- |
| Herreneinzel | Heo Kwang-hee                                                                                         | Lu Guangzu | Li Shifeng |
| Dameneinzel  | Zhang Yiman                                                                                           | Li Xuerui | Li Yun |
| Herrendoppel | Zhang Nan Tan Qiang                                                                                   | Wang Yilu Liu Cheng | Nanthakarn Yordphaisong Inkarat Apisuk                                                                                             |
| Damendoppel  | Li Yinhui Du Yue                                                                                      | Zheng Yu Huang Dongping | Chen Mingchun Gao Ziyao |
| Mixed        | Wang Yilu Huang Dongping                                                                              | Tan Qiang Du Yue | Zhang Nan Li Xuerui |
| Herrenteam   | China Wang Yilu Wu Xin Zhao Junpeng Zhang Nan Tan Qiang Ju Fangpengyu Lu Guangzu Liu Cheng Li Shifeng | Thailand Jakkit Tuntirasin Kittipong Imnark Nanthakarn Yordphaisong Parinyawat Thongnuam Peeranat Boontun Arkornnit Thaptimdong Boonsak Ponsana Inkarat Apisak Adulrach Namkul | Südkorea Park Kyung-hoon Yim Seung-ki Ra Min-young Go Kyung-bo Heo Kwang-hee Jun Bong-chan Park Byeong-hun Kim Dong-ju Kim Hwi-tae |

## Damendoppel

### Gruppe A
| Platz | Team                                         | Pld | W | L | MF | MA | MD | GF | GA | GD | PF | PA | PD | Pts |   |
| ----- | -------------------------------------------- | --- | - | - | -- | -- | -- | -- | -- | -- | -- | -- | -- | --- | - |
| 1     | Du Yue Li Yinhui                             | 2   | 2 | 0 | 0  | 0  | 0  | 0  | 0  | 0  | 0  | 0  | 0  | 2   | Q |
| 2     | Chen Mingchun Gao Ziyao                      | 2   | 1 | 1 | 0  | 0  | 0  | 0  | 0  | 0  | 0  | 0  | 0  | 1   | Q |
| 3     | Saralee Thungthongkam Duanganong Aroonkesorn | 2   | 0 | 2 | 0  | 0  | 0  | 0  | 0  | 0  | 0  | 0  | 0  | 0   |   |

### Gruppe B
| Platz | Team                               | Pld | W | L | MF | MA | MD | GF | GA | GD | PF | PA | PD | Pts |   |
| ----- | ---------------------------------- | --- | - | - | -- | -- | -- | -- | -- | -- | -- | -- | -- | --- | - |
| 1     | Huang Dongping Zheng Yu            | 2   | 2 | 0 | 0  | 0  | 0  | 0  | 0  | 0  | 0  | 0  | 0  | 2   | Q |
| 2     | Olga Miksza Magdalena Świerczyńska | 2   | 1 | 1 | 0  | 0  | 0  | 0  | 0  | 0  | 0  | 0  | 0  | 1   | Q |
| 3     | Sabrina Priat Séverine Knafel      | 2   | 0 | 2 | 0  | 0  | 0  | 0  | 0  | 0  | 0  | 0  | 0  | 0   |   |

### Endrunde
|  | Gold |                         |    |    |    |
|  |      |                         |    |    |    |
|  | A1   | Du Yue Li Wenmei        | 18 | 21 | 21 |
|  | B1   | Huang Dongping Zheng Yu | 21 | 17 | 15 |
|  |      |                         |    |    |    |

## Mixed

### Gruppe A
| Platz | Team                                       | Pld | W | L | MF | MA | MD | GF | GA | GD | PF | PA | PD | Pts |   |
| ----- | ------------------------------------------ | --- | - | - | -- | -- | -- | -- | -- | -- | -- | -- | -- | --- | - |
| 1     | Wang Yilu Huang Dongping                   | 4   | 4 | 0 | 0  | 0  | 0  | 0  | 0  | 0  | 0  | 0  | 0  | 4   | Q |
| 2     | Prinyawat Thongnuam Duanganong Aroonkesorn | 4   | 3 | 1 | 0  | 0  | 0  | 0  | 0  | 0  | 0  | 0  | 0  | 3   | Q |
| 3     | Adam Cwalina Magdalena Świerczyńska        | 4   | 2 | 2 | 0  | 0  | 0  | 0  | 0  | 0  | 0  | 0  | 0  | 2   |   |
| 4     | Nabin Shrestha Anu Maya Rai                | 4   | 1 | 3 | 0  | 0  | 0  | 0  | 0  | 0  | 0  | 0  | 0  | 1   |   |
| 5     | Yu Ho-chol Kim Jin-hyang                   | 4   | 0 | 4 | 0  | 0  | 0  | 0  | 0  | 0  | 0  | 0  | 0  | 0   |   |

### Gruppe B
| Platz | Team                                 | Pld | W | L | MF | MA | MD | GF | GA | GD | PF | PA | PD | Pts |   |
| ----- | ------------------------------------ | --- | - | - | -- | -- | -- | -- | -- | -- | -- | -- | -- | --- | - |
| 1     | Tan Qiang Du Yue                     | 4   | 4 | 0 | 0  | 0  | 0  | 0  | 0  | 0  | 0  | 0  | 0  | 4   | Q |
| 2     | Zhang Nan Li Xuerui                  | 4   | 3 | 1 | 0  | 0  | 0  | 0  | 0  | 0  | 0  | 0  | 0  | 3   | Q |
| 3     | Inkarat Apisuk Saralee Thungthongkam | 4   | 2 | 2 | 0  | 0  | 0  | 0  | 0  | 0  | 0  | 0  | 0  | 2   |   |
| 4     | Nathan Condomines Sabrina Priat      | 4   | 1 | 3 | 0  | 0  | 0  | 0  | 0  | 0  | 0  | 0  | 0  | 1   |   |
| 5     | Choe Mu-gwang Yu Mi-song             | 4   | 0 | 4 | 0  | 0  | 0  | 0  | 0  | 0  | 0  | 0  | 0  | 0   |   |

### Endrunde
|  | Gold |                          |    |    |  |
|  |      |                          |    |    |  |
|  | A1   | Wang Yilu Huang Dongping | 21 | 21 |  |
|  | B1   | Tan Qiang Du Yue         | 17 | 13 |  |
|  |      |                          |    |    |  |

## Herrenteam

### Endstand
| Platz | Team                |
| ----- | ------------------- |
| 1     | Volksrepublik China |
| 2     | Thailand            |
| 3     | Südkorea            |
| 4     | Nordkorea           |
| 5     | Frankreich          |

## Medaillenspiegel
| Pos    | Land                | Gold | Silber | Bronze | Gesamt |
| ------ | ------------------- | ---- | ------ | ------ | ------ |
| 1      | Volksrepublik China | 5    | 5      | 4      | 14     |
| 2      | Südkorea            | 1    | 0      | 1      | 2      |
| 3      | Thailand            | 0    | 1      | 1      | 2      |
| Gesamt | Gesamt              | 6    | 6      | 6      | 18     |